# Världscupen i längdåkning 2016/2017

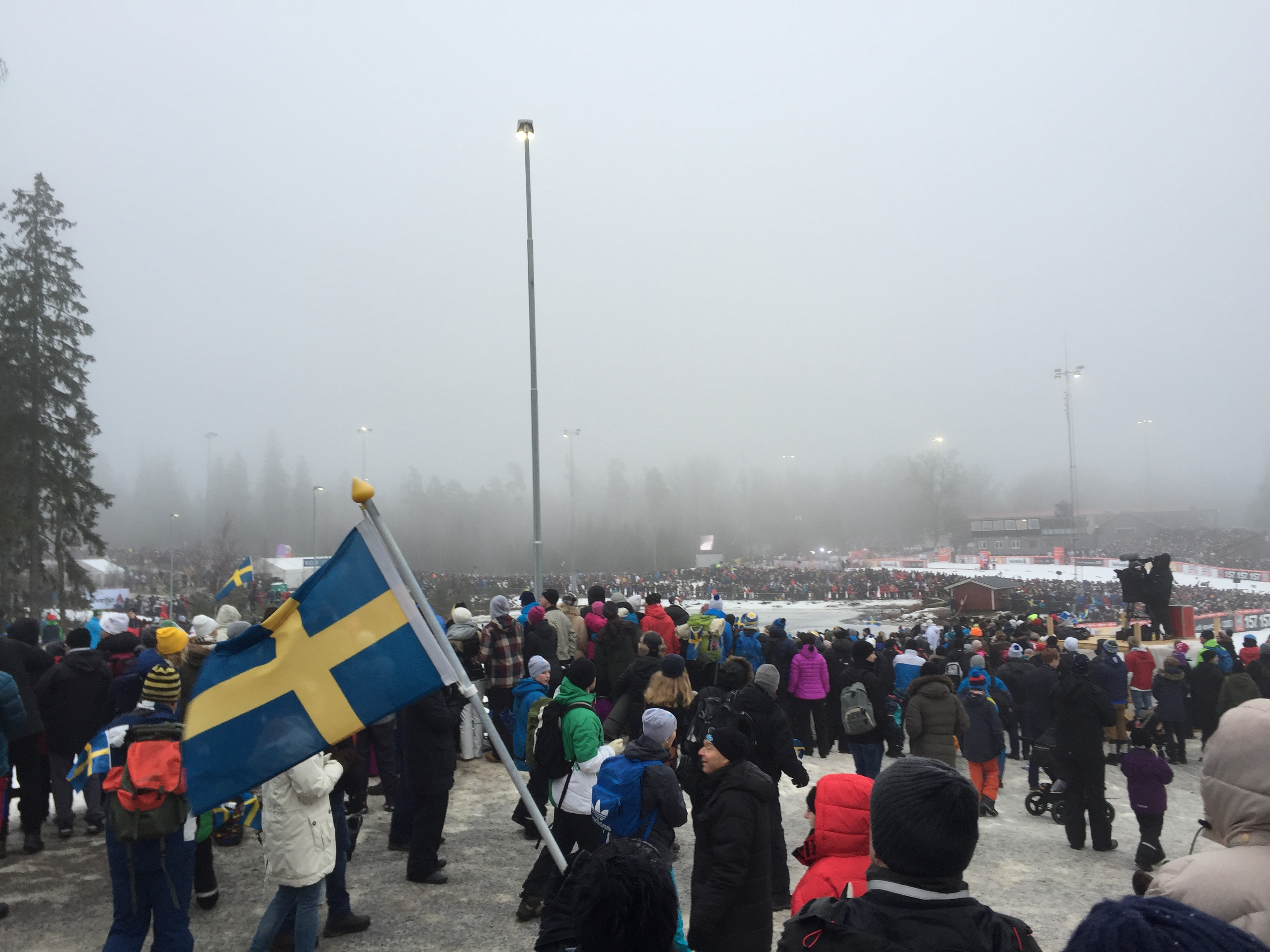
60 000 besökare såg världscuptävlingarna i Ulricehamn 21–22 januari 2017.

Världscupen i längdåkning 2016/2017 inleddes den 26 november 2016 i Ruka, Finland och avslutades den 19 mars 2017 i Québec, Kanada. Ryssland och Tiumen var den planerade orten för världscupens final men efter de ryska dopinganklagelserna ställdes dessa in och flyttades till Québec. Den 11:e upplagan av Tour de Ski genomfördes under perioden 31 december 2016 till 8 januari 2017 och var en del av världscupen.
Regerande världscupsegrare från förra säsongen var Therese Johaug, Norge och Martin Johnsrud Sundby, Norge.

## Tävlingsprogram och resultat

### Herrar
| Förklaring        |
| ----------------- |
| K = Klassisk stil |
| F = Fristil       |

#### Individuella tävlingar
| Nr                                                                | Ort                               | Disciplin                          | Stil                               | Datum                              | Etta                   | Tvåa                   | Trea                   | Referens |
| ----------------------------------------------------------------- | --------------------------------- | ---------------------------------- | ---------------------------------- | ---------------------------------- | ---------------------- | ---------------------- | ---------------------- | -------- |
| 1                                                                 | Ruka                              | Sprint                             | K                                  | 26 november 2016                   | Pål Golberg            | Calle Halfvarsson      | Johannes Høsflot Klæbo |          |
| 2                                                                 | Ruka                              | 15 km                              | K                                  | 27 november 2016                   | Iivo Niskanen          | Emil Iversen           | Martin Johnsrud Sundby |          |
| Nordiska öppningen [not1]                                         |                                   |                                    |                                    |                                    |                        |                        |                        |          |
| 3                                                                 | Lillehammer                       | Sprint                             | K                                  | 2 december 2016                    | Calle Halfvarsson      | Emil Iversen           | Teodor Peterson        |          |
| 3                                                                 | Lillehammer                       | 10 km                              | F                                  | 3 december 2016                    | Calle Halfvarsson      | Marcus Hellner         | Sergej Ustiugov        |          |
| 3                                                                 | Lillehammer                       | 15 km jaktstart [not2]             | K                                  | 4 december 2016                    | Matti Heikkinen        | Martin Johnsrud Sundby | Pål Golberg            |          |
| 3                                                                 | Nordiska öppningen – Slutresultat | Nordiska öppningen – Slutresultat  | Nordiska öppningen – Slutresultat  | Nordiska öppningen – Slutresultat  | Martin Johnsrud Sundby | Johannes Høsflot Klæbo | Matti Heikkinen        |          |
| 4                                                                 | Davos                             | 30 km                              | F                                  | 10 december 2016                   | Martin Johnsrud Sundby | Anders Gløersen        | Matti Heikkinen        |          |
| 5                                                                 | Davos                             | Sprint                             | F                                  | 11 december 2016                   | Sergej Ustiugov        | Finn Hågen Krogh       | Sindre Bjørnestad Skar |          |
| 6                                                                 | La Clusaz                         | 15 km masstart                     | F                                  | 17 december 2016                   | Finn Hågen Krogh       | Martin Johnsrud Sundby | Aleksandr Legkov       |          |
| Tour de Ski (31 december–8 januari 2017) [not1]                   |                                   |                                    |                                    |                                    |                        |                        |                        |          |
| 7                                                                 | Val Müstair                       | Sprint                             | F                                  | 31 december 2016                   | Sergej Ustiugov        | Federico Pellegrino    | Finn Hågen Krogh       |          |
| 7                                                                 | Val Müstair                       | 10 km masstart                     | K                                  | 1 januari 2017                     | Sergej Ustiugov        | Martin Johnsrud Sundby | Didrik Tønseth         |          |
| 7                                                                 | Oberstdorf                        | 10 + 10 km skiathlon               | K+F                                | 3 januari 2017                     | Sergej Ustiugov        | Martin Johnsrud Sundby | Dario Cologna          |          |
| 7                                                                 | Oberstdorf                        | 15 km jaktstart                    | F                                  | 4 januari 2017                     | Sergej Ustiugov        | Martin Johnsrud Sundby | Alex Harvey            |          |
| 7                                                                 | Toblach                           | 10 km                              | F                                  | 6 januari 2017                     | Sergej Ustiugov        | Maurice Manificat      | Simen Hegstad Krüger   |          |
| 7                                                                 | Val di Fiemme                     | 15 km masstart                     | K                                  | 7 januari 2017                     | Martin Johnsrud Sundby | Sergej Ustiugov        | Matti Heikkinen        |          |
| 7                                                                 | Val di Fiemme                     | 9 km jaktstart (klättring) [not2]  | F                                  | 8 januari 2017                     | Maurice Manificat      | Matti Heikkinen        | Hans Christer Holund   |          |
| 7                                                                 | Tour de Ski – Slutresultat        | Tour de Ski – Slutresultat         | Tour de Ski – Slutresultat         | Tour de Ski – Slutresultat         | Sergej Ustiugov        | Martin Johnsrud Sundby | Dario Cologna          |          |
| 8                                                                 | Toblach                           | Sprint                             | F                                  | 14 januari 2017                    | Sindre Bjørnestad Skar | Simeon Hamilton        | Johannes Høsflot Klæbo |          |
| 9                                                                 | Ulricehamn                        | 15 km                              | F                                  | 21 januari 2017                    | Alex Harvey            | Martin Johnsrud Sundby | Marcus Hellner         |          |
| 10                                                                | Falun                             | Sprint                             | F                                  | 28 januari 2017                    | Federico Pellegrino    | Emil Iversen           | Sindre Bjørnestad Skar |          |
| 11                                                                | Falun                             | 30 km masstart                     | K                                  | 29 januari 2017                    | Emil Iversen           | Martin Johnsrud Sundby | Calle Halfvarsson      |          |
| 12                                                                | Pyeongchang                       | Sprint                             | K                                  | 3 februari 2017                    | Gleb Retivych          | Sondre Turvoll Fossli  | Andrej Parfenov        |          |
| 13                                                                | Pyeongchang                       | 15 + 15 km skiathlon               | K+F                                | 4 februari 2017                    | Pjotr Sedov            | Daniel Stock           | Mathias Rundgreen      |          |
| 14                                                                | Otepää                            | Sprint                             | F                                  | 18 februari 2017                   | Johannes Høsflot Klæbo | Finn Hågen Krogh       | Sergej Ustiugov        |          |
| 15                                                                | Otepää                            | 15 km                              | K                                  | 19 februari 2017                   | Martin Johnsrud Sundby | Iivo Niskanen          | Hans Christer Holund   |          |
| Världsmästerskapen i Lahtis 2017 (21 februari–5 mars 2017) [not1] |                                   |                                    |                                    |                                    |                        |                        |                        |          |
| 16                                                                | Drammen                           | Sprint                             | K                                  | 8 mars 2017                        | Eirik Brandsdal        | Johannes Høsflot Klæbo | Sergej Ustiugov        |          |
| 17                                                                | Oslo                              | 50 km masstart                     | K                                  | 11 mars 2017                       | Martin Johnsrud Sundby | Iivo Niskanen          | Aleksandr Bessmertnych |          |
| Avslutningstour (17 mars–19 mars 2017) [not1]                     |                                   |                                    |                                    |                                    |                        |                        |                        |          |
| 18                                                                | Québec                            |                                    |                                    |                                    |                        |                        |                        |          |
| 18                                                                | Québec                            | Sprint                             | F                                  | 17 mars 2017                       | Alex Harvey            | Finn Hågen Krogh       | Richard Jouve          |          |
| 18                                                                | Québec                            | 15 km masstart                     | K                                  | 18 mars 2017                       | Johannes Høsflot Klæbo | Niklas Dyrhaug         | Aleksandr Bessmertnych |          |
| 18                                                                | Québec                            | 15 km jaktstart [not2]             | F                                  | 19 mars 2017                       | Marcus Hellner         | Andrew Musgrave        | Sjur Røthe             |          |
| 18                                                                | Québec                            | Slutresultat för avslutningstouren | Slutresultat för avslutningstouren | Slutresultat för avslutningstouren | Johannes Høsflot Klæbo | Alex Harvey            | Niklas Dyrhaug         |          |

#### Lagtävlingar
| Nr | Ort         | Disciplin          | Stil    | Datum            | Etta                                                                                 | Tvåa                                                                          | Trea                                                                              | Referens |
| -- | ----------- | ------------------ | ------- | ---------------- | ------------------------------------------------------------------------------------ | ----------------------------------------------------------------------------- | --------------------------------------------------------------------------------- | -------- |
| 1  | La Clusaz   | Stafett 4 x 8 km   | K+K+F+F | 18 december 2016 | Norge I Didrik Tønseth Martin Johnsrud Sundby Anders Gløersen Finn Hågen Krogh       | Ryssland I Jevgenij Belov Aleksandr Legkov Aleksej Tjervotkin Sergej Ustiugov | Frankrike I Jean-Marc Gaillard Alexis Jeannerod Clément Parisse Maurice Manificat |          |
| 2  | Toblach     | Team sprint        | F       | 15 januari 2017  | Kanada Len Väljas Alex Harvey                                                        | Sverige I Karl-Johan Westberg Oskar Svensson                                  | Italien I Dietmar Nöckler Federico Pellegrino                                     |          |
| 3  | Ulricehamn  | Stafett 4 x 7,5 km | K+K+F+F | 22 januari 2017  | Norge I Simen Hegstad Krüger Martin Johnsrud Sundby Anders Gløersen Finn Hågen Krogh | Sverige I Daniel Richardsson Johan Olsson Marcus Hellner Calle Halfvarsson    | Kanada Devon Kershaw Alex Harvey Knute Johnsgaard Len Väljas Alex Harvey          |          |
| 4  | Pyeongchang | Teamsprint         | F       | 5 februari 2017  | Ryssland I Andrej Parfenov Gleb Retivych                                             | Frankrike Baptiste Gros Lucas Chanavat                                        | Ryssland II Artjom Maltsev Nikita Krjukov                                         |          |

### Damer
| Förklaring        |
| ----------------- |
| K = Klassisk stil |
| F = Fristil       |

#### Individuella tävlingar
| Nr                                                                | Ort                               | Disciplin                          | Stil                               | Datum                              | Etta                     | Tvåa                     | Trea                     | Referens |
| ----------------------------------------------------------------- | --------------------------------- | ---------------------------------- | ---------------------------------- | ---------------------------------- | ------------------------ | ------------------------ | ------------------------ | -------- |
| 1                                                                 | Ruka                              | Sprint                             | K                                  | 26 november 2016                   | Stina Nilsson            | Maiken Caspersen Falla   | Heidi Weng               |          |
| 2                                                                 | Ruka                              | 10 km                              | K                                  | 27 november 2016                   | Marit Bjørgen            | Krista Pärmäkoski        | Heidi Weng               |          |
| Nordiska öppningen [not1]                                         |                                   |                                    |                                    |                                    |                          |                          |                          |          |
| 3                                                                 | Lillehammer                       | Sprint                             | K                                  | 2 december 2016                    | Heidi Weng               | Maiken Caspersen Falla   | Hanna Falk               |          |
| 3                                                                 | Lillehammer                       | 5 km                               | F                                  | 3 december 2016                    | Jessie Diggins           | Heidi Weng               | Marit Bjørgen            |          |
| 3                                                                 | Lillehammer                       | 10 km jaktstart [not2]             | K                                  | 4 december 2016                    | Krista Pärmäkoski        | Ingvild Flugstad Østberg | Heidi Weng               |          |
| 3                                                                 | Nordiska öppningen – Slutresultat | Nordiska öppningen – Slutresultat  | Nordiska öppningen – Slutresultat  | Nordiska öppningen – Slutresultat  | Heidi Weng               | Ingvild Flugstad Østberg | Krista Pärmäkoski        |          |
| 4                                                                 | Davos                             | 15 km                              | F                                  | 10 december 2016                   | Ingvild Flugstad Østberg | Heidi Weng               | Krista Pärmäkoski        |          |
| 5                                                                 | Davos                             | Sprint                             | F                                  | 11 december 2016                   | Maiken Caspersen Falla   | Ingvild Flugstad Østberg | Hanna Falk               |          |
| 6                                                                 | La Clusaz                         | 10 km masstart                     | F                                  | 17 december 2016                   | Heidi Weng               | Marit Bjørgen            | Ingvild Flugstad Østberg |          |
| Tour de Ski (31 december–8 januari 2017) [not1]                   |                                   |                                    |                                    |                                    |                          |                          |                          |          |
| 7                                                                 | Val Müstair                       | Sprint                             | F                                  | 31 december 2016                   | Stina Nilsson            | Maiken Caspersen Falla   | Heidi Weng               |          |
| 7                                                                 | Val Müstair                       | 5 km masstart                      | K                                  | 1 januari 2017                     | Ingvild Flugstad Østberg | Heidi Weng               | Krista Pärmäkoski        |          |
| 7                                                                 | Oberstdorf                        | 5 + 5 km skiathlon                 | K+F                                | 3 januari 2017                     | Stina Nilsson            | Jessie Diggins           | Heidi Weng               |          |
| 7                                                                 | Oberstdorf                        | 10 km jaktstart                    | F                                  | 4 januari 2017                     | Stina Nilsson            | Heidi Weng               | Ingvild Flugstad Østberg |          |
| 7                                                                 | Toblach                           | 5 km                               | F                                  | 6 januari 2017                     | Jessie Diggins           | Krista Pärmäkoski        | Sadie Bjornsen           |          |
| 7                                                                 | Val di Fiemme                     | 10 km masstart                     | K                                  | 7 januari 2017                     | Stina Nilsson            | Anne Kyllönen            | Charlotte Kalla          |          |
| 7                                                                 | Val di Fiemme                     | 9 km jaktstart (klättring) [not2]  | F                                  | 8 januari 2017                     | Heidi Weng               | Liz Stephen              | Kerttu Niskanen          |          |
| 7                                                                 | Tour de Ski – Slutresultat        | Tour de Ski – Slutresultat         | Tour de Ski – Slutresultat         | Tour de Ski – Slutresultat         | Heidi Weng               | Krista Pärmäkoski        | Stina Nilsson            |          |
| 8                                                                 | Toblach                           | Sprint                             | F                                  | 14 januari 2017                    | Natalja Matvejeva        | Maiken Caspersen Falla   | Hanna Falk               |          |
| 9                                                                 | Ulricehamn                        | 10 km                              | F                                  | 21 januari 2017                    | Marit Bjørgen            | Krista Pärmäkoski        | Charlotte Kalla          |          |
| 10                                                                | Falun                             | Sprint                             | F                                  | 28 januari 2017                    | Stina Nilsson            | Maiken Caspersen Falla   | Heidi Weng               |          |
| 11                                                                | Falun                             | 15 km masstart                     | F                                  | 29 januari 2017                    | Marit Bjørgen            | Ingvild Flugstad Østberg | Heidi Weng               |          |
| 12                                                                | Pyeongchang                       | Sprint                             | K                                  | 3 februari 2017                    | Anamarija Lampič         | Silje Øyre Slind         | Ida Sargent              |          |
| 13                                                                | Pyeongchang                       | 7,5 + 7,5 km skiathlon             | K+F                                | 4 februari 2017                    | Justyna Kowalczyk        | Liz Stephen              | Masako Ishida            |          |
| 14                                                                | Otepää                            | Sprint                             | F                                  | 18 februari 2017                   | Stina Nilsson            | Maiken Caspersen Falla   | Heidi Weng               |          |
| 15                                                                | Otepää                            | 10 km                              | K                                  | 19 februari 2017                   | Marit Bjørgen            | Charlotte Kalla          | Heidi Weng               |          |
| Världsmästerskapen i Lahtis 2017 (21 februari–5 mars 2017) [not1] |                                   |                                    |                                    |                                    |                          |                          |                          |          |
| 16                                                                | Drammen                           | Sprint                             | K                                  | 8 mars 2017                        | Stina Nilsson            | Krista Pärmäkoski        | Hanna Falk               |          |
| 17                                                                | Oslo                              | 30 km masstart                     | K                                  | 12 mars 2017                       | Marit Bjørgen            | Krista Pärmäkoski        | Kerttu Niskanen          |          |
| Avslutningstour (17 mars–19 mars 2017) [not1]                     |                                   |                                    |                                    |                                    |                          |                          |                          |          |
| 18                                                                | Québec                            | Sprint                             | F                                  | 17 mars 2017                       | Stina Nilsson            | Maiken Caspersen Falla   | Hanna Falk               |          |
| 18                                                                | Québec                            | 10 km masstart                     | K                                  | 18 mars 2017                       | Marit Bjørgen            | Heidi Weng               | Krista Pärmäkoski        |          |
| 18                                                                | Québec                            | 10 km jaktstart [not2]             | F                                  | 19 mars 2017                       | Marit Bjørgen            | Heidi Weng               | Stina Nilsson            |          |
| 18                                                                | Québec                            | Slutresultat för avslutningstouren | Slutresultat för avslutningstouren | Slutresultat för avslutningstouren | Marit Bjørgen            | Heidi Weng               | Stina Nilsson            |          |

#### Lagtävlingar
| Nr | Ort         | Disciplin        | Stil    | Datum            | Etta                                                                      | Tvåa                                                                         | Trea                                                                     | Referens |
| -- | ----------- | ---------------- | ------- | ---------------- | ------------------------------------------------------------------------- | ---------------------------------------------------------------------------- | ------------------------------------------------------------------------ | -------- |
| 1  | La Clusaz   | Stafett 4 x 4 km | K+K+F+F | 18 december 2016 | Norge Ingvild Flugstad Østberg Marit Bjørgen Ragnhild Haga Heidi Weng     | Finland Aino-Kaisa Saarinen Anne Kyllönen Riitta-Liisa Roponen Laura Mononen | Sverige Emma Wikén Stina Nilsson Maria Rydqvist Anna Dyvik               |          |
| 2  | Toblach     | Team sprint      | F       | 15 januari 2017  | Ryssland I Julia Belorukova Natalja Matvejeva                             | Sverige I Ida Ingemarsdotter Hanna Falk                                      | Norge I Astrid Jacobsen Maiken Caspersen Falla                           |          |
| 3  | Ulricehamn  | Stafett 4 x 5 km | K+K+F+F | 22 januari 2017  | Norge I Ingvild Flugstad Østberg Heidi Weng Astrid Jacobsen Marit Bjørgen | Tyskland Katharina Hennig Stefanie Böhler Victoria Carl Sandra Ringwald      | Sverige I Ida Ingemarsdotter Sofia Henriksson Charlotte Kalla Hanna Falk |          |
| 4  | Pyeongchang | Teamsprint       | F       | 5 februari 2017  | Sverige I Elin Mohlin Maria Nordström                                     | Norge I Anna Svendsen Silje Øyre Slind                                       | USA I Sophie Caldwell Ida Sargent                                        |          |